# Katedra Najświętszej Maryi Panny w Ranchi
Katedra Najświętszej Maryi Panny w Ranchi jest rzymskokatolicką katedrą w indyjskim mieście Ranchi oraz siedzibą arcybiskupa Ranchi i główną świątynią archidiecezji Ranchi. Katedra znajduje się przy ulicy Purulia Road.
Została konsekrowana 3 października 1909. Status katedry posiada od 1927.